# Körperich

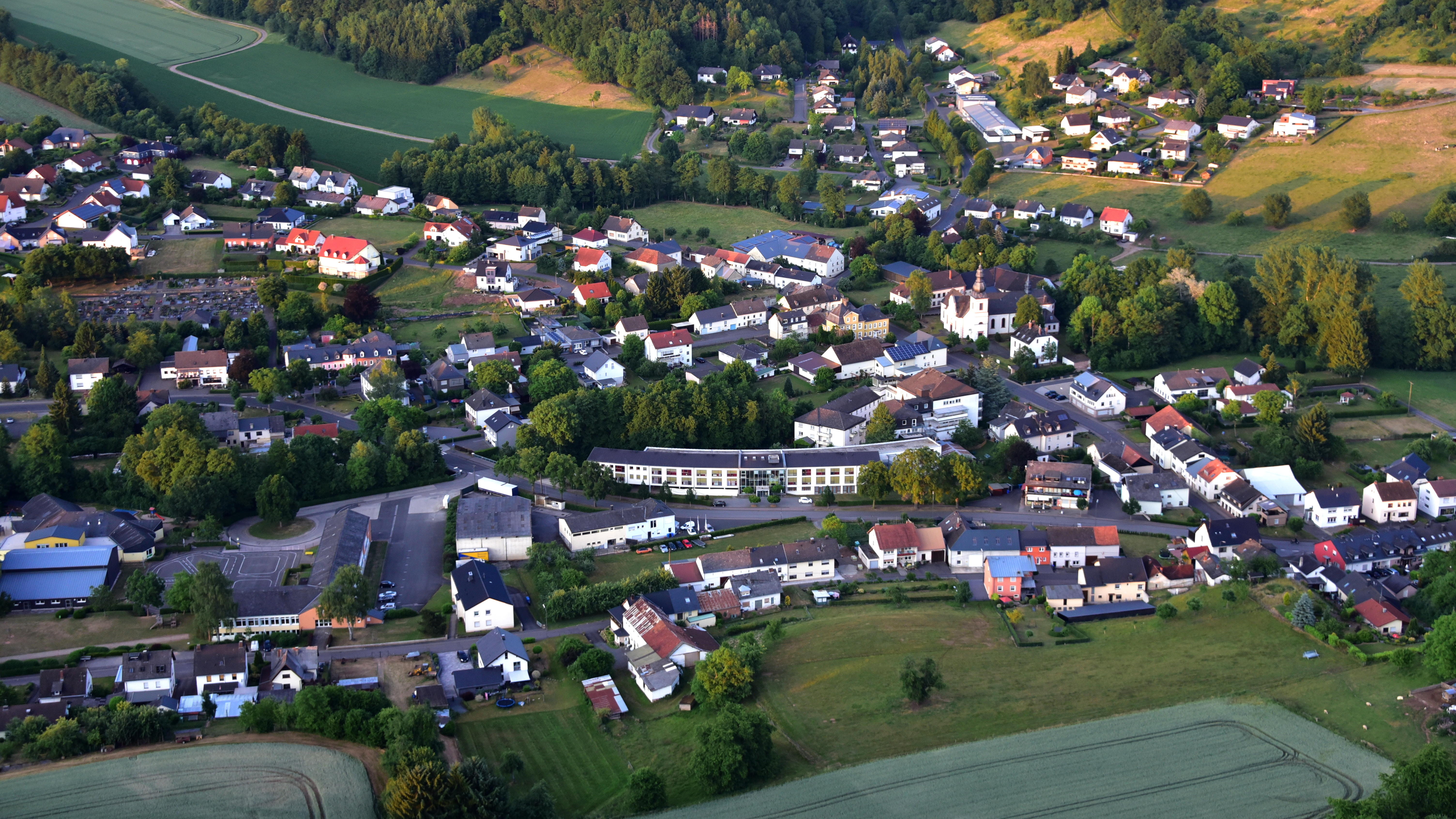
Körperich, Luftaufnahme (2017)

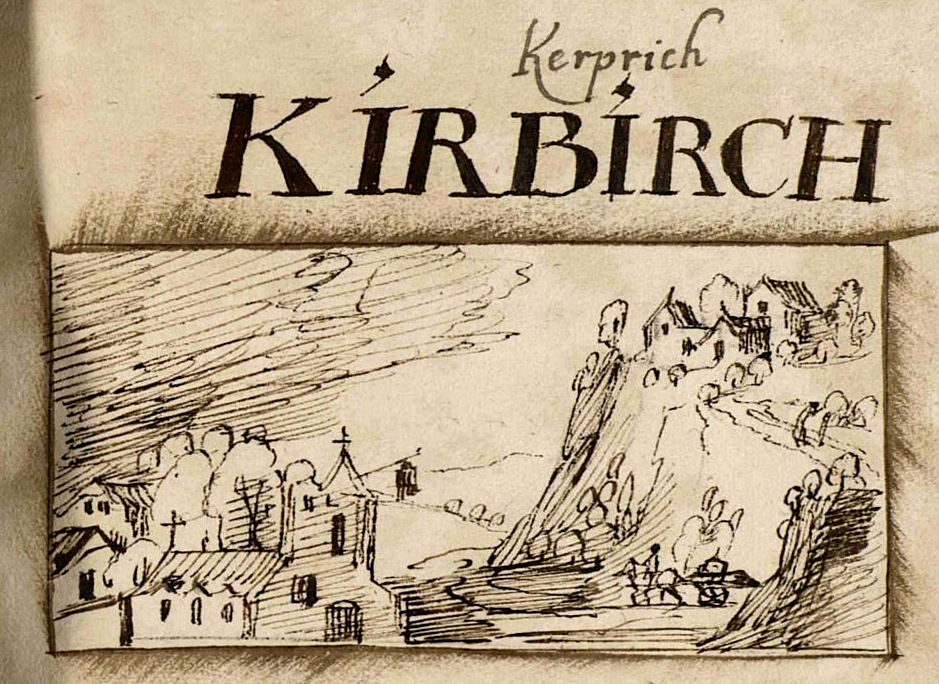
Körperich (Kirbirch) by Jean Bertels 1597

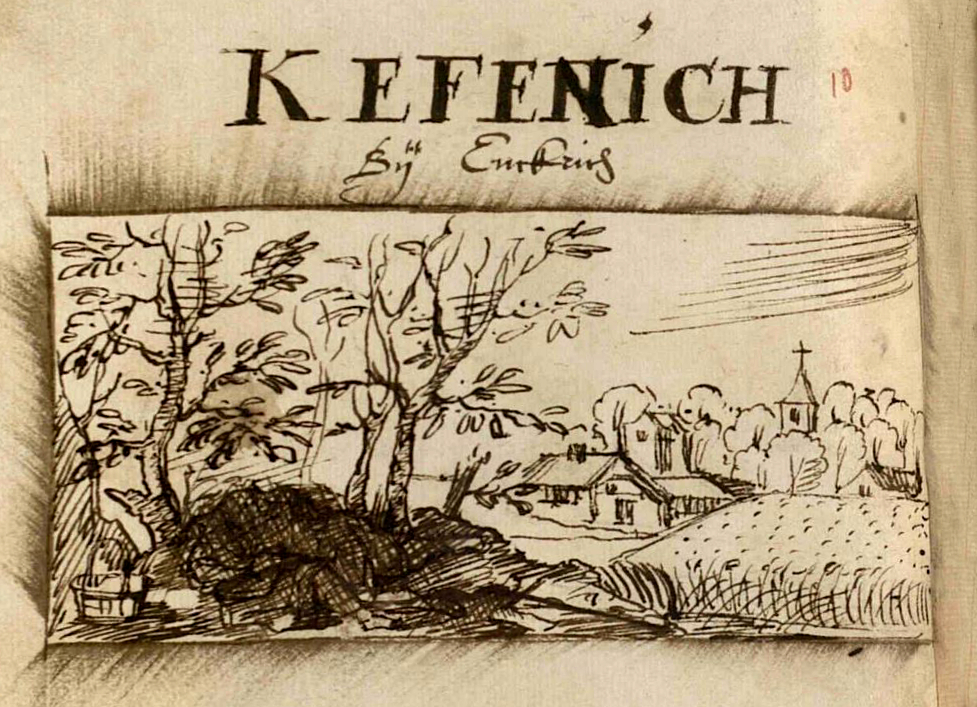
Kewenig (Kefenich) by Jean Bertels 1597

Körperich ist eine Ortsgemeinde im Eifelkreis Bitburg-Prüm in Rheinland-Pfalz. Sie gehört der Verbandsgemeinde Südeifel an. Körperich ist gemäß Landesplanung als Grundzentrum ausgewiesen.

## Geographie

### Lage
Der Hauptort Körperich liegt am Gaybach, einem Zufluss der Sauer. Im Westen liegt in etwa drei Kilometer Entfernung die luxemburgische Grenze bei Roth an der Our, im Osten Hüttingen.
Körperich besteht aus den Ortschaften Körperich mit Großenborn und Schneidemühle, Niedersgegen (3 km im Südosten) mit Gaymühle und Knappmühle, Obersgegen (1 km im Norden), Schloss Kewenig (4 km im Südosten), und Seimerich (1 km im Süden).

### Klima
Der Jahresniederschlag beträgt 802 mm.

## Geschichte
Funde aus der Steinzeit belegen eine frühe Besiedelung. Ein Brandgräberfeld und Überreste römischer Gebäude zeugen auch von einer Besiedelung in römischer Zeit. Das Brandgräberfeld wurde 1922 westlich von Körperich entdeckt. Man stieß auf zwölf Bestattungen, teilweise in Aschenkisten. aus Sandstein, teilweise als Steinplattengräber. Geborgen wurden rund 30 Gefäße aus Ton sowie ein Glasfläschchen. Ein Grab konnte in die Zeit um 200 n. Chr. datiert werden. Südöstlich des heutigen Ortsteils Niedersgegen wurde zudem 1983 bei landwirtschaftlichen Arbeiten ein einzelnes römisches Brandgrab entdeckt. Es handelte sich um ein Steinplattengrab aus dem 2. bis 3. Jahrhundert n. Chr., das neben dem Leichenbrand auch einige Scherben von Keramik aufwies.
Erstmals urkundlich erwähnt ist der Ort in einer Schenkungsschrift von 783. Dort werden in einer Urkunde ein Theugerus und ein Harduvicus als Schenker von Gütern an die Abtei Echternach genannt und Körperich als Geine an der Geihe (Gaybach) bezeichnet.
1330 führt die Taxa generalis Körperich als Kirpurg auf, 1570 dann als Kirprich. Lange Zeit im Mittelalter und danach gehörte Körperich zur luxemburgischen Grafschaft Vianden.
Im Jahr 1794 hatten französische Revolutionstruppen die Österreichischen Niederlande, zu denen das Herzogtum Luxemburg gehörte, besetzt und im Oktober 1795 annektiert. Von 1795 bis 1814 gehörte der Ort zum Kanton Vianden im Wälderdepartement. Körperich war Sitz einer Mairie.
Im Jahr 1815 wurde das ehemals luxemburgische Gebiet östlich der Sauer und der Our auf dem Wiener Kongress dem Königreich Preußen zugeordnet. Damit kam der Ort Körperich 1816 zum Kreis Bitburg im Regierungsbezirk Trier in der Provinz Großherzogtum Niederrhein, die 1822 in der Rheinprovinz aufging. Körperich wurde Amtssitz der gleichnamigen Bürgermeisterei.
Nach dem Ersten Weltkrieg zeitweise französisch besetzt und nach dem Zweiten Weltkrieg der französischen Besatzungszone zugeordnet, ist der Ort seit 1946 Teil des damals neu gebildeten Landes Rheinland-Pfalz.
Am 7. Juni 1969 wurde die heutige Gemeinde Körperich aus den Gemeinden Körperich (562 Einwohner), Niedersgegen (164), Obersgegen (296) und Seimerich (91) neu gebildet. Bereits am 1. Juli 1967 wurde die Gemeinde Kewenig nach Niedersgegen eingemeindet.
Statistik zur Einwohnerentwicklung
Die Entwicklung der Einwohnerzahl von Körperich bezogen auf das heutige Gemeindegebiet; die Werte von 1871 bis 1987 beruhen auf Volkszählungen:
| Jahr | Einwohner |
| ---- | --------- |
| 1815 | 492       |
| 1835 | 840       |
| 1871 | 879       |
| 1905 | 935       |
| 1939 | 1.797     |
| 1950 | 1.015     |
| 1961 | 1.167     |

| Jahr | Einwohner |
| ---- | --------- |
| 1970 | 1.107     |
| 1987 | 1.046     |
| 1997 | 1.067     |
| 2005 | 1.110     |
| 2011 | 1.104     |
| 2017 | 1.078     |
| 2023 | 1.122     |

## Politik

### Gemeinderat
Der Gemeinderat in Körperich besteht aus 16 Ratsmitgliedern, die bei der Kommunalwahl am 9. Juni 2024 in einer Mehrheitswahl gewählt wurden, und dem ehrenamtlichen Ortsbürgermeister als Vorsitzendem. Bis 2009 fanden personalisierte Verhältniswahlen statt.
Die Sitzverteilung im Gemeinderat:
| Wahl | CDU           | WGR 1         | WGR 2         | Gesamt   |
| ---- | ------------- | ------------- | ------------- | -------- |
| 2024 | Mehrheitswahl | Mehrheitswahl | Mehrheitswahl | 16 Sitze |
| 2019 | Mehrheitswahl | Mehrheitswahl | Mehrheitswahl | 16 Sitze |
| 2014 | Mehrheitswahl | Mehrheitswahl | Mehrheitswahl | 16 Sitze |
| 2009 | 6             | 6             | 4             | 16 Sitze |
| 2004 | 8             | 4             | 4             | 16 Sitze |

### Bürgermeister
Hermann-Josef Hecker wurde am 5. Februar 2020 Ortsbürgermeister von Körperich, nachdem er bereits seit der Kommunalwahl 2019 als Erster Beigeordneter das Amt geschäftsführend ausübte. Der bisherige Amtsinhaber war bei der Direktwahl am 26. Mai 2019 nicht bestätigt und bei einer angesetzten Wiederholungswahl kein Wahlvorschlag eingereicht worden. Daher erfolgte die Wahl gemäß Gemeindeordnung durch den Rat, der sich einstimmig für Hecker entschied. Bei der Direktwahl am 9. Juni 2024 wurde Hecker als einziger Bewerber mit einem Stimmenanteil von 84,2 % für weitere fünf Jahre in seinem Amt bestätigt.
Heckers Vorgänger waren Winfried Horn (Ortsbürgermeister 2009–2019) und Dieter Ludwig (2004–2009).

### Wappen
| Wappen von Körperich | Blasonierung: „In Gold ein roter Schräglinksbalken mit drei weißen Malteserkreuzen nach der Figur belegt und von zwei roten Lilien begleitet.“ |
| Wappen von Körperich | Wappenbegründung: Die räumlich enger zusammengelegenen ehemaligen Gemeinden Obersgegen, Körperich und Seimerich waren weitgehend bestimmt und beeinflusst von der Commende des Johanniterordens, die ihren Sitz im benachbarten Roth hatte. Für diese Gemeinden sind daher die drei Malteserkreuze – Zeichen des Johanniterordens – aufgenommen worden. Die südlich gelegenen Gemeinden Kewenig und Niedersgegen waren orientiert zur ehemaligen Abtei Echternach. Nach Mitteilung des Staatsarchives Luxemburg führte die Abtei Echternach ein Gleven- (Linien-) Kreuz, belegt von einer Schwurhand im Siegel. Für diese beiden Gemeinden sind daher die beiden Linien aufgenommen und damit alle ehemals selbstständigen Gemeinden im Wappen vertreten. Vor den Johannitern bestand bis 1311 in Roth die Niederlassung des Tempel-Ritter-Ordens. Dieser führte im gevierteilten Schild einen roten Schräg-links-Balken in Gold. Der Schildgrund in Gold ist ebenfalls übernommen. Da die Zeichen somit auf „goldenem Grund“ stehen, liegt zudem auch ein redendes Wappen vor, da das Gebiet der jetzt zusammengeschlossenen Gemeinden im Volksmund „Goldener Grund“ genannt wird. |

## Kultur und Sehenswürdigkeiten

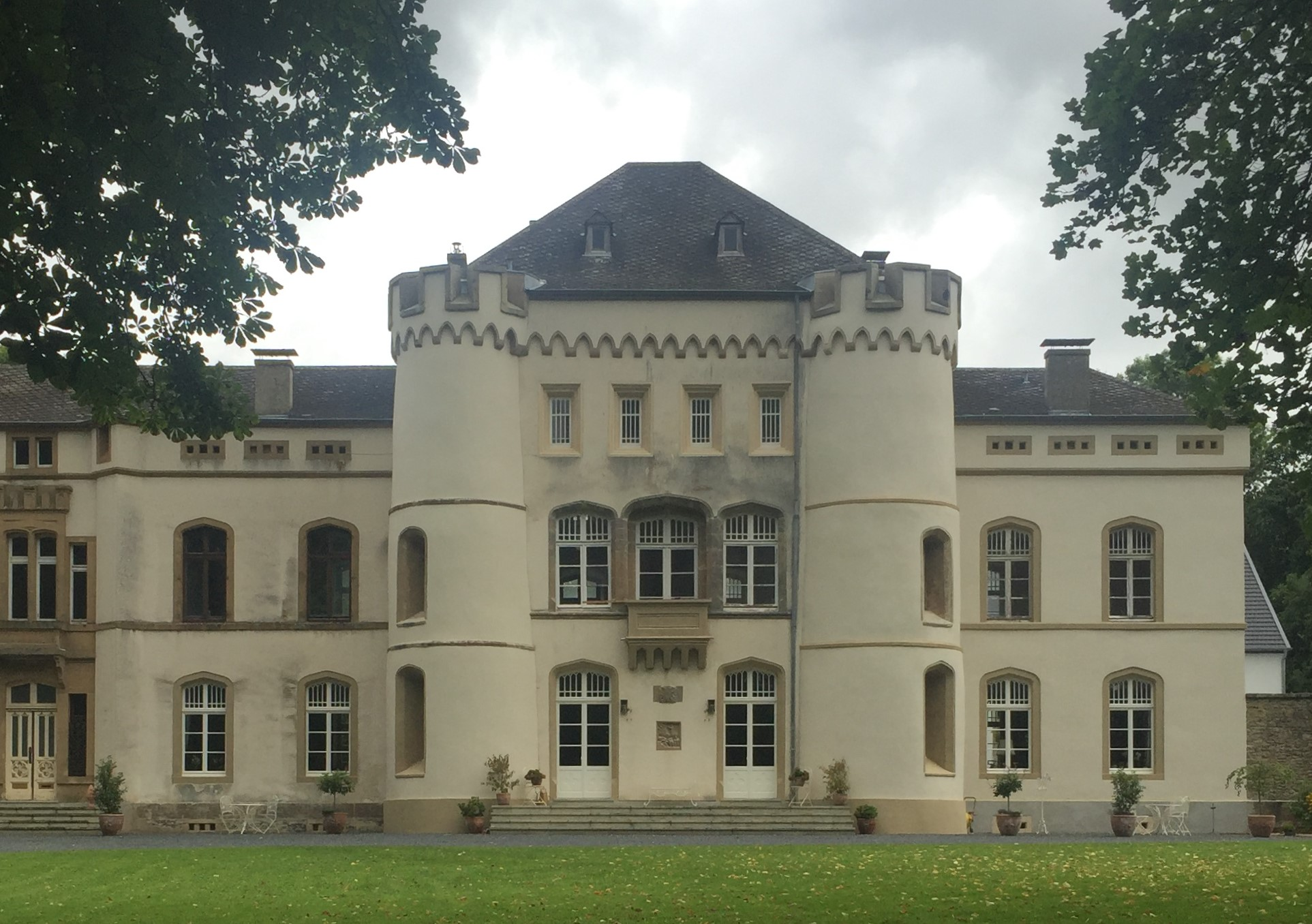
Schloss Kewenig

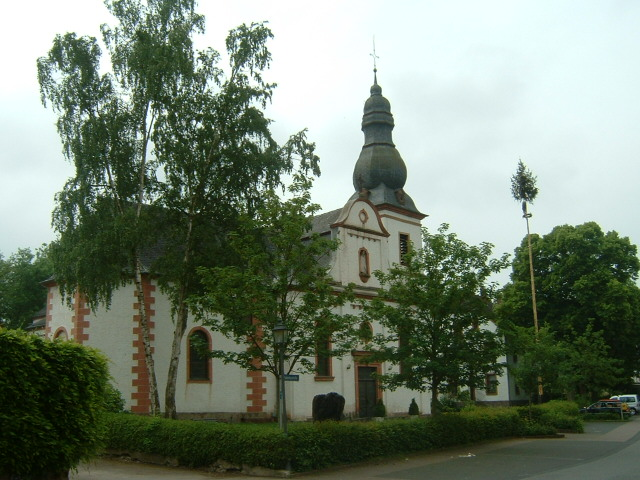
St. Hubertus in Körperich

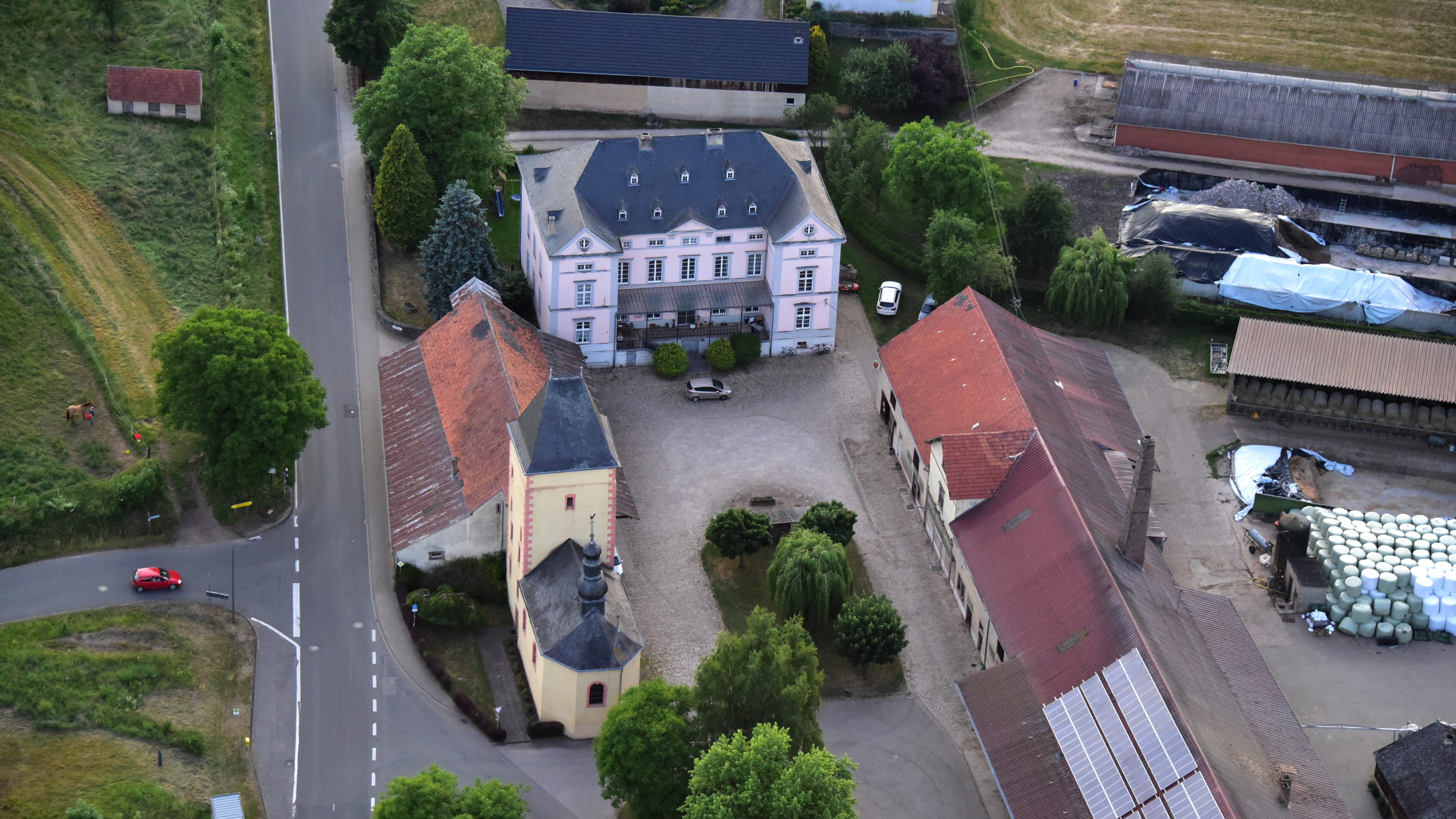
Schlossgut Petry mit St. Dionysius

### Bauwerke
- Katholischen Pfarrkirche St. Hubertus, die Fundamente der Kirche stammen aus dem Mittelalter. Sie wurde allerdings 1790 neu errichtet, der Westturm wurde 1826 angebaut. 1924 erfolgte eine Erweiterung, indem man im Süden einen neuen Chorraum errichtete und den Eingang an der Nordseite neu schuf. Erwähnenswert ist der Rokokoaltar in Weiß und Gold und auf der Tür des drehbaren Tabernakels eine reliefartige Darstellung der Opferung Isaaks.
- Katholischen Pfarrkirche St. Dionysius im Ortsteil Niedersgegen von 1734
- Katholische Filialkirche St. Antonius vom 14. oder 15. Jahrhundert im Ortsteil Obersgegen
- Ehemalige Öl- und Schneidemühle um 1800
- Schlossgut Petry – eine Dreiflügelanlage aus dem 14. oder 15. Jahrhundert in Niedersgegen.
- Schloss Bouvier – ein Gutsschloss in Niedersgegen aus dem 19. Jahrhundert ist heute ein Schullandheim
- Schloss Kewenig – ein Herrenhaus aus dem 16. Jahrhundert

Siehe auch: Liste der Kulturdenkmäler in Körperich
Siehe auch: Liste von Burgen, Festungen und Schlössern in Rheinland-Pfalz

### Grünflächen und Naherholung
- Königseiche im Forstrevier Obersgegen
- Doppelstämmige Eiche im Schlosspark Bouvier in Niedersgegen
- Linden, Blutbuchen, Platane, Esche und Kastanie im Schlosspark Bouvier in Niedersgegen

Siehe auch: Liste der Naturdenkmale in Körperich

### Regelmäßige Veranstaltungen
- Jährliches Kirmes- bzw. Kirchweihfest
- Traditionelles Ratschen oder Klappern am Karfreitag und Karsamstag
- Hüttenbrennen am ersten Wochenende nach Aschermittwoch (sogenannter Scheef-Sonntag)[17][18]

## Verkehr
Die Gemeinde mit ihren fünf Ortsteilen wird durch die Kreisstraßen K 1, K 3 und K 92, die Landesstraßen L 1 und L 8 sowie die Bundesstraße 50 an das Straßennetz angebunden.

## Trivia
In der Folge Satelliten: Spielzeuge der Milliardäre des ZDF Magazin Royale vom 23. September 2022 macht Jan Böhmermann sich über den schlechten Internetausbau in der Eifel lustig und erwähnt dabei Körperich:

„Also durchhalten, liebe Eifel! Rettung naht! Dank ganz neuer Satellitentechnik können Sie bald auch bei Ihnen zu Hause in Irrel, in Körperich oder in Gillenfeld solche starken Internet-Videos in bester 4K-Auflösung genießen“